# مونخ ساری‌داغ
مونخ ساری‌داغ (انگلیسی: Mönkh Saridag) یک قله در مرز کشورهای مغولستان و روسیه است.